# برمجة جماعية

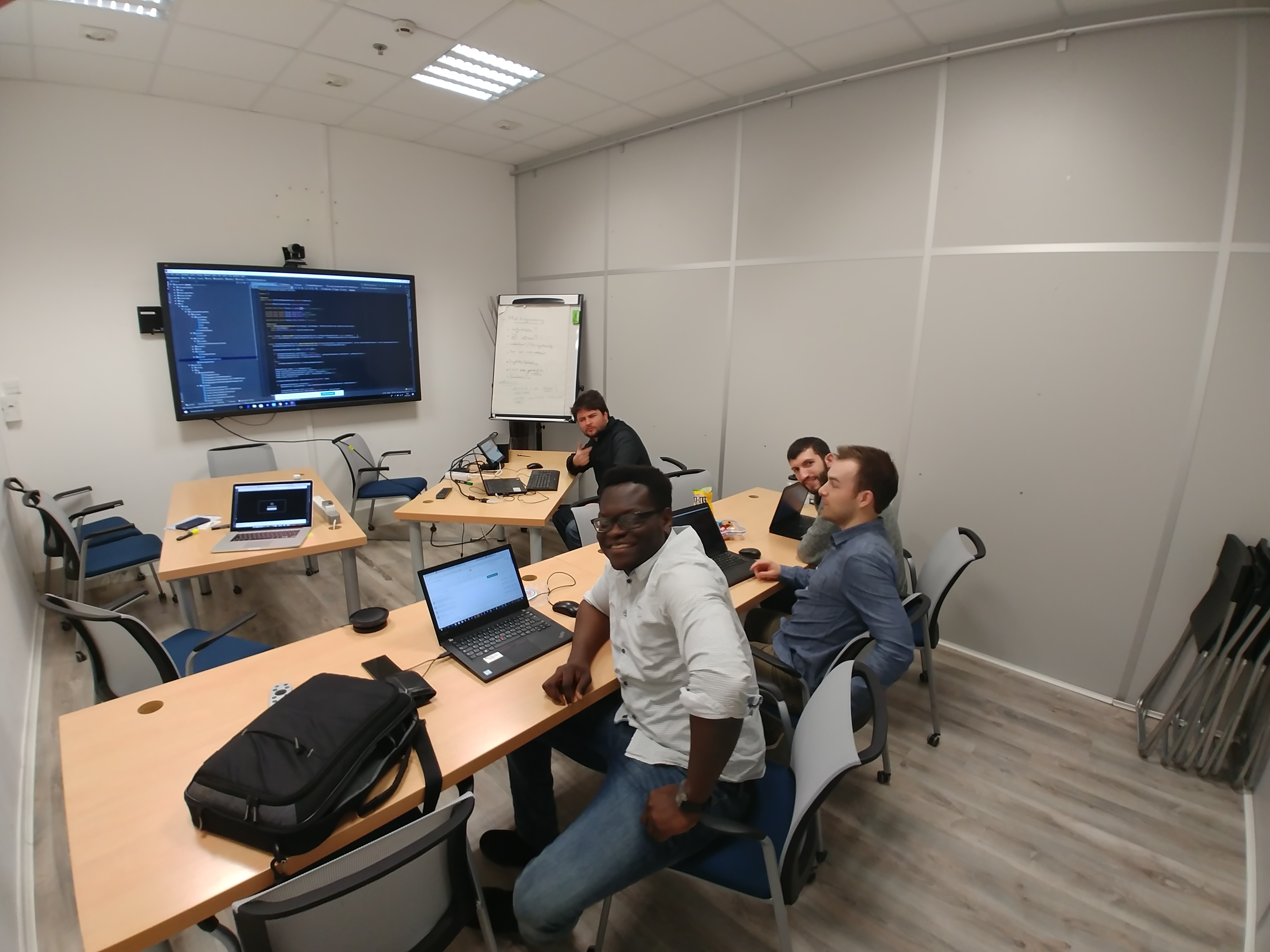

البرمجة الجماعية طريقة للبرمجة. يعمل الفريق على نفس المهمة في الآن ذاته وفي جهاز الحاسوب ذاته. ومن ضروبها البرمجة الثنائية. ,في هندسة البرمجيات، تُعد استراتيجيةً لإدارة المشاريع لتنسيق توزيع المهام في مشاريع تطوير برمجيات الحاسوب، وتتضمن تكليف اثنين أو أكثر من مبرمجي الحاسوب بالعمل معًا على مهمة فرعية واحدة ضمن مشروع برمجة أكبر. وبشكل عام، يشير استخدام هذا المصطلح اليوم إلى الأساليب الرائجة حاليًا في قطاع تطوير البرمجيات، حيث يعمل عدة أفراد في آنٍ واحد على نفس النشاط؛ ففي هذه الأنظمة، غالبًا ما يُجمّع المبرمجون في أزواج على محطة عمل حاسوبية واحدة، حيث يراقب أحدهم الآخر أثناء عمله على البرنامج، ويتبادل الأدوار على فترات زمنية.